# 印西市立本埜第一小学校
印西市立本埜第一小学校（いんざいしりつ もとのだいいちしょうがっこう）は、かつて千葉県印西市中根にあった公立小学校。

## 概要
千葉県北部の印西市にあり、東京へ40km、県都千葉市へ30km圏に位置する田園地帯である。
学区は、印西市の北東部に位置し、丘陵地帯と谷津地帯に古くから住んでいる住民がほとんどである。学区は広く、2010年以前の旧印西市と旧印旛村の学区に接しており、児童は徒歩とスクールバスで登下校している。

## 沿革
（この節の出典）
- 1873年（明治6年） - 中根、笠神、滝、龍腹寺に各小学校創立。
- 1888年（明治21年）6月24日 - 現在地に校舎を建て、中根、笠神、滝にあった三校を統合し中根尋常小学校と称する。
- 1889年（明治22年）4月1日 - 本郷村設立により、本郷尋常小学校に改称。
- 1895年（明治28年）4月1日 - 本郷尋常高等小学校に改称。
- 1913年（大正2年）4月1日 - 本郷村が埜原村と合併し本埜村が誕生したのにともない、本埜尋常高等小学校と改称。
- 1941年（昭和16年）4月1日 - 本埜第一国民学校と改称。
- 1947年（昭和22年）4月1日 - 本埜村立本埜第一小学校と改称。
- 2010年（平成22年）3月23日 - 本埜村が印旛村とともに印西市に編入したのにともない、印西市立本埜第一小学校と改称。
- 2019年（平成31年）3月31日 - 本埜第二小学校と統合し本埜小学校が開校したのにともない、閉校。校舎・校庭は引き続き本埜小学校が使用する。

## 学区
戸崎、辺田前、荒野、角田、竜腹寺、滝、物木、みどり台、笠神の一部、1区の一部。

## 進学
- 印西市立本埜中学校